# Záboří u Blatné

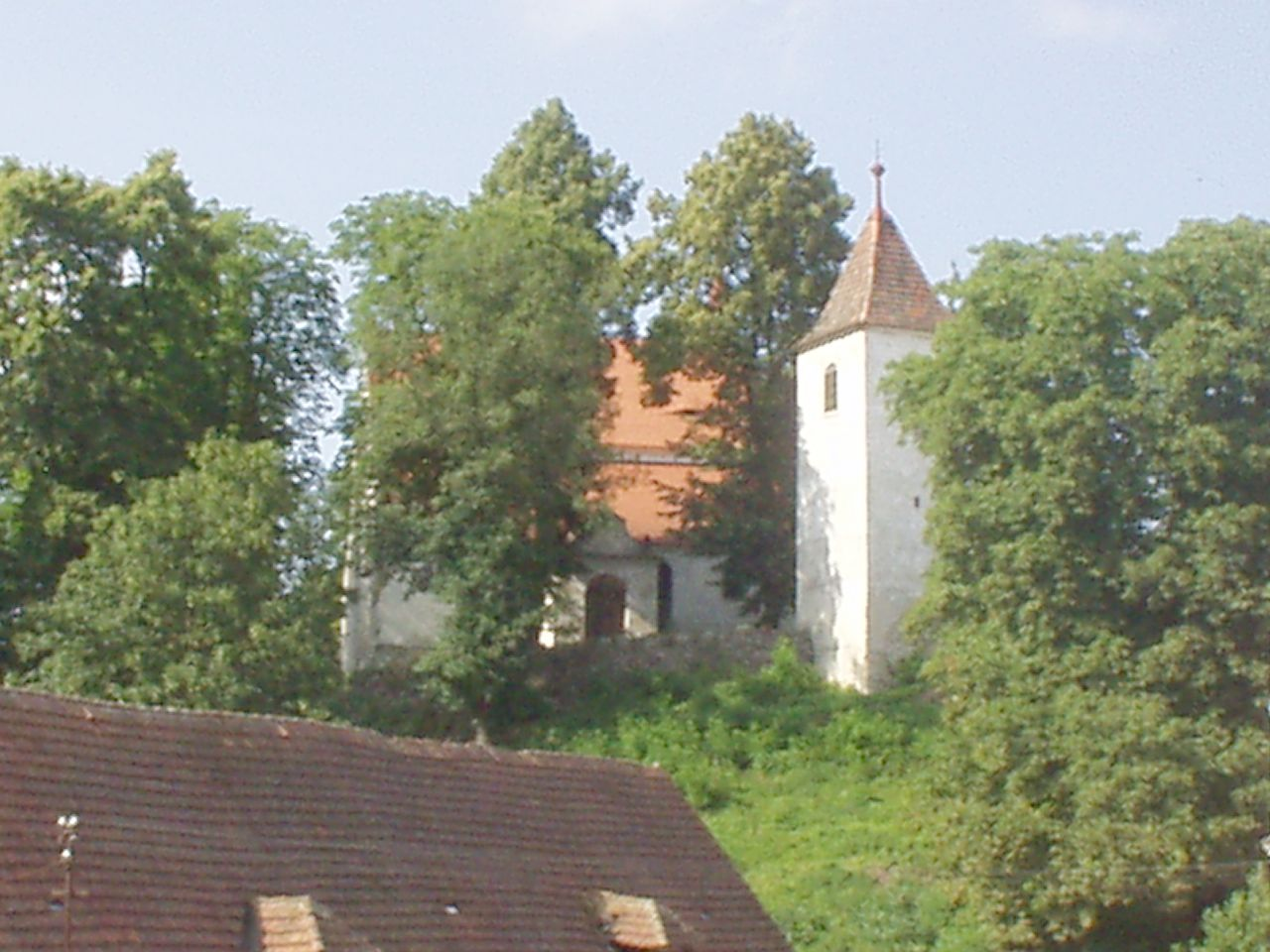
Kirche St. Peter und Paul

Záboří [ˈzaːbɔr̝̊iː] (deutsch Saborsch) ist eine Gemeinde in Tschechien. Sie liegt sieben Kilometer südwestlich von Blatná in Südböhmen und gehört zum Okres Strakonice.

## Geographie

### Geographische Lage
Záboří liegt im Hügelland Blatenská pahorkatina auf einer Anhöhe, an der die Bäche Zábořský potok, Brložský potok und Bratronický potok entspringen. Das Dorf wird von zahlreichen Teichen umgeben, von denen die Velká Kuš, der Velký rybník, die Hůrka, die Pravda und der Pátek die größten sind. Nordöstlich erhebt sich der Holý vrch (571 m), im Südosten der Na Borkách (554 m) und westlich die Volyně (587 m).

### Gemeindegliederung
Für die Gemeinde Záboří sind keine Ortsteile ausgewiesen.

### Nachbargemeinden
Nachbarorte sind Vrbno, Mračov und Lažánky im Norden, Blatenka, Jindřichovice im Nordosten, Chvalov und Čekanice im Osten, Samota, Milčice und Bratronice im Südosten, Nahošín, Katovsko und Mečichov im Süden, Libučka, Komušín und Slivonice im Südwesten, Čečelovice und Slatina im Westen sowie Lnářský Málkov und Kadov im Nordwesten.

## Geschichte
Záboří war der Stammsitz des Vladikengeschlechts Zabořsky. Es wird vermutet, dass bereits zwischen dem 9. und 11. Jahrhundert in Záboří ein befestigter Herrensitz angelegt worden ist. Über Záboří führte seit dem 10. bzw. 11. Jahrhundert der vom Böhmerwald bei Gutwasser über das Tal der Otava, die Burg Prachin, Horažďovice bis nach Blatná und Březnice führende Bresnitzer oder Gunthersteig. Die angebliche Ersterwähnung des Ortes in einer Stiftungsurkunde des Dominikanerklosters bei der Kirche St. Georg auf der Prager Burg durch Ottokar I. Přemysl aus dem Jahre 1198, in der auch Pole, Lažánky und Bratronice aufgeführt sein sollen, ist nicht belegbar und auch unwahrscheinlich.
Die erste urkundliche Erwähnung von Záboří erfolgte 1228 als Besitz des Klosters St. Georg auf der Prager Burg. Dieses verkaufte das Gut wegen der weiten Entfernung 1305 an einen Kolda, dabei wurde auch erstmals die Kirche erwähnt. Seit 1384 ist in Záboří ein eigener Pfarrer nachweisbar.
Im 15. Jahrhundert wurde das Gut Záboří an die Feste Kadow angeschlossen. In der zweiten Hälfte des 16. Jahrhunderts erwarb der Hauptmann des Prachiner Kreises Johann d. Ä. Hořitzky von Prosty, der auch Besitzer der Güter Bratronice, Pole und Bezdiekau war, Kadow und Záboří. Er ließ die Kirche erweitern und die Gruft anlegen. Nach seinem Tode im Jahre 1616 wurde er dort auch beigesetzt. Im Jahre 1636 entstand ein Schulhaus. Zu den nachfolgenden Besitzern gehörte zwischen 1636 und 1649 Albrecht Beneda von Nectin. Dieser setzte seine Frau Anna Maria geborene Wratislaw von Mitrowitz und die Söhne des Nikolaus Alesch von Zrzawa gemeinschaftlich als Erben in. Diese trennten Záboří wieder von Kadov ab und verkauften das Gut mit den Mühlen Kuš, Blatenka und Lhotka am 19. Mai 1662 an Alesch Ferdinand Wratislaw von Mitrowitz, der es an seine Herrschaft Schlüsselburg anschloss. 1707 starben in Záboří 90 Einwohner bei einem Ausbruch der Pest.
Im Jahre 1840 bestand Zaboř/Zabořj aus 49 Häusern mit 318 Einwohnern. Unter herrschaftlichem Patronat standen die Pfarrkirche zu den Aposteln Peter und Paul, die Pfarrei und die Schule. Außerdem bestanden ein herrschaftlicher Meierhof, ein Försterhaus und eine Schäferei sowie abseits gelegen die Mühle Kusse. Zaboř war Pfarr- und Schulort für Laschanek, Bratronitz, Gindřichowitz (Jindřichovice), Katowsko (Katovsko), Čečelowitz, Hlupin, Daubrawitz, Mečichow, Nahoschin (Nahošín), Laschan und Miltschitz (Milčice). Bis zur Mitte des 19. Jahrhunderts blieb Zaboř der Herrschaft Schlüsselburg untertänig.
Nach der Aufhebung der Patrimonialherrschaften bildete Zaboř ab 1850 eine Gemeinde in der Bezirkshauptmannschaft und dem Gerichtsbezirk Blatná. 1862 brannte die alte Schule nieder, am Hang unter der Kirche entstand ein neues Schulgebäude, das bereits zehn Jahre später erweitert werden musste. Der Friedhof an der Kirche wurde 1873 aufgehoben und ein neuer Friedhof am südwestlichen Ortsrand geweiht. Die Freiwillige Feuerwehr gründete sich 1888. Im Jahre 1904 wurde eine Posthalterei eingerichtet. Im Jahre 1957 entstand eine landwirtschaftliche Genossenschaft. Nach der Aufhebung des Okres Blatná wurde die Gemeinde 1960 dem Okres Strakonice zugeordnet. 1961 wurde Bratronice (mit Katovsko) eingemeindet. In den 1960er Jahren entstand ein neuer Schulpavillon, in dem heute Kindergarten und Grundschule untergebracht sind. Nach einem Referendum lösten sich Bratronice und Katovsko am 24. November 1990 wieder los und bildeten eine eigene Gemeinde. 2005 wurde am Sportplatz eine Mehrzwecksporthalle errichtet.

## Kultur und Sehenswürdigkeiten
- Dreischiffige Pfarrkirche der Apostel Peter und Paul, der ursprünglich romanische und später frühgotische Bau wurde wahrscheinlich in der ersten Hälfte des 13. Jahrhunderts durch das Kloster St. Georg auf der 561 m hohen Kuppe westlich über dem Dorf errichtet. Sie wurde 1607 um die Seitenschiffe und die Gruft erweitert. In der Gruft sind Johann d. Ä. Hořitzky von Prosty, Adam Wratislaw von Mitrowitz, Barbara Lažansky und Adam Lažansky beigesetzt. Der freistehende hölzerne Glockenturm brannte zum Ende des 17. Jahrhunderts ab. 1713 wurde das Innere der Kirche umgestaltet. Zugleich erfolgte der Bau eines neuen steinernen Glockenturmes, der mit der Kirche durch ein barockes Kirchhofsportal verbunden ist. 1732 wurde vom Pfarrhaus zur Kirche eine 32-stufige barocke Steintreppe angelegt.
- Ehemalige frühgotische Feste Záboří, sie wurde im 18. Jahrhundert zu einem Speicher umgebaut und dient seit 1945 als Wohnhaus. An der Südwand befindet sich eine Sonnenuhr
- Barockes Pfarrhaus aus dem Jahre 1728
- Statue der Schmerzreichen Jungfrau Maria vor dem Pfarrhaus, errichtet 1862 auf den Resten der Kapelle der Schmerzreichen Jungfrau Maria aus dem Jahre 1726
- Statue des hl. Johannes von Nepomuk auf dem Dorfplatz, geschaffen 1840
- Kapelle des hl. Laurentius beim neuen Friedhof, erbaut 1840
- Pestkapelle am Weg nach Čečelovice, errichtet 1707 auf dem Pestfriedhof
- Telekommunikations- und Aussichtsturm Pětnice auf der Volyně, errichtet 2002, das 35 m hohe Bauwerk besitzt eine Aussichtsplattform in 25 m Höhe

## Söhne und Töchter der Gemeinde
- Adolph Joachim Sabath (1866–1952), US-amerikanischer Rechtsanwalt und Politiker